# Prionyx chilensis
Prionyx chilensis är en biart som först beskrevs av Maximilian Spinola 1851.
Prionyx chilensis ingår i släktet Prionyx och familjen grävsteklar. Inga underarter finns listade i Catalogue of Life.